# The Seven Arts
The Seven Arts war eine kurzlebige, aber einflussreiche amerikanische Zeitschrift, die monatlich vom November 1916 bis zum Oktober 1917 erschien.
Sie wurde von Van Wyck Brooks, Waldo Frank und James Oppenheim herausgegeben, weitere Autoren waren Randolph Bourne, Louis Untermeyer, Harold Stearns und Paul Rosenfeld. Diese Autoren, häufig zusammengefasst unter dem Begriff Young Intellectuals oder auch Young Americans, einte der Ruf nach einer kulturellen Läuterung und Erneuerung der amerikanischen Kultur, die sie als materialistisch und kulturell noch im 19. Jahrhundert stehengeblieben betrachteten. So veröffentlichte das Blatt auch Texte von Avantgarde-Schriftstellern wie Eugene O’Neill, Robert Frost, Henry L. Mencken, D. H. Lawrence, Sherwood Anderson, John Dos Passos und Amy Lowell und wurde so zu einem der tonangebenden Blätter der beginnenden Moderne in New York.
The Seven Arts war aber auch erklärtermaßen ein politisches Blatt und vertrat angesichts der viel diskutierten Möglichkeit eines Kriegseintritts der USA in Europa eine radikalpazifistische Linie und druckte scharfe Angriffe auf Kriegsbefürworter wie John Dewey. Diese radikale Position führte aber letztlich auch das Ende der Zeitschrift herbei; die Mäzenin Annette Rankine stellte im Herbst 1917 ihre finanziellen Zuwendungen ein; kurz darauf beging sie Selbstmord.